# Retsfilosofi
 Der er for få eller ingen kildehenvisninger i denne artikel, hvilket er et problem. Du kan hjælpe ved at angive troværdige kilder til de påstande, som fremføres i artiklen.

Retsfilosofi er læren om statsmagt og rettens definition. Retsfilosofi er en del af den praktiske filosofi, og er et forholdsvist nyt begreb i retsvidenskaben. Fra det 17. århundrede til det 19. århundrede var naturretten den mest brugte betegnelse for retsfilosofien i Europa. Naturretten har tæt tilknytning til etikken; så det er svært at adskille området fra teologien.
Retsfilosofi handler bl. a. om den legitimitet, som ret har. Ydermere besvarer retsfilosofien spørgsmålet: Hvad er ret? I Danmark beskæftiger retsfilosofien sig med to områder: retsteoriens historie og generelle retskilde- og fortolkningsspørgsmål.
De to vigtigste retsfilosofiske positioner er naturrettens tilhængere og retspositivismens tilhængere. To nye retsfilosofiske områder er feministisk retsteori og de handlendes ikke-nationale retsregler, lex mercatoria.